# Трамвай у Клайпеді
Трамвай в Клайпеді - ліквідована трамвайна мережа в місті Клайпеда, Литва, діяла у 1904-1934 роках
Трамвайна мережа в Клайпеді було введена в експлуатацію 18 серпня 1904, мала вузьку колію (1000 мм), з самого початку лінія була електрифікована. Після розширення в грудні 1904 трамвайна мережа досягла в довжину 12 км. Діяло 2 лінії:
- 1: Bahnhof – Börse – Königliche Schmelz
- 2: Börse – Strandvilla

В жовтні 1934, трамвайна мережа була ліквідована і замінена автобусами. Трамвайна мережа була під управлінням компанії Memeler Kleinbahn AG.

## Ресурси Інтернету
- transphoto.ru